# Orientoreicheia
Orientoreicheia is een geslacht van kevers uit de familie van de loopkevers (Carabidae). De wetenschappelijke naam van het geslacht is voor het eerst geldig gepubliceerd in 1994 door Bulirsch & Hurka.

## Soorten
Het geslacht Orientoreicheia omvat de volgende soorten:
- Orientoreicheia bodenheimeri Bulirsch, 1997
- Orientoreicheia caucasica (A.Fleischer, 1921)
- Orientoreicheia multisetosa Balkenohl & Brunne, 2004